# Spirostreptus adumbratus
Spirostreptus adumbratus är en mångfotingart som beskrevs av Porath 1872. Spirostreptus adumbratus ingår i släktet Spirostreptus och familjen Spirostreptidae. Inga underarter finns listade i Catalogue of Life.